# Milton Bradley Company
Milton Bradley Company, también conocida como MB, fue una empresa estadounidense que fabricaba juegos de mesa. Desde 1984 es una subdivisión de Hasbro.
La empresa fue fundada en 1860 por Milton Bradley, uno de los pioneros de la industria juguetera en Estados Unidos. En 1920 absorbió a la compañía McLoughlin Brothers, por aquel entonces la más grande del país, y en 1968 compró Playskool, dedicada a juegos educativos. Entre sus juguetes más populares se encuentran Hundir la flota (Battleship), Conecta 4, Tragabolas, Simon, HeroQuest, Camino de la vida, La herencia de la tía Ágata, Operación, Stratego, ¿Quién es quién? (Guess Who?) y Twister.
MB fue también responsable del lanzamiento de dos videoconsolas: Microvision (1979) y Vectrex (1982).

## Historia
El fundador de Milton Bradley Company (MB) es Milton Bradley (1836-1911), un diseñador de juguetes que en 1860 se trasladó a Springfield (Massachusetts) para abrir la primera tienda de litografías en color del estado. Para aprovechar su nueva máquina, Bradley diseñó un juego de mesa que llamó The Checkered Game of Life (Camino de la vida), donde los jugadores hacían un recorrido desde la infancia hasta la vejez y debían evitar la ruina. Para moverse en el tablero, se usaba una ruleta porque los dados estaban asociados con las apuestas y tenían mala fama. Su idea vendió más de 45.000 copias en 1861, por lo que el empresario recondujo su negocio a los juegos de mesa.
Durante la Guerra de Secesión, Bradley comenzó a fabricar juegos de viaje para entretener a los soldados y que éstos pudieran transportarlos con facilidad. La primera edición costaba un dólar e incluía versiones en menor tamaño del ajedrez, damas, backgammon, dominó y Camino de la vida. La empresa siguió funcionando en años posteriores, aunque su fundador se fue apartando de la dirección y se centró en la creación de juegos educativos y material para guarderías.
En 1920, MB adquirió McLoughlin Brothers y se convirtió en la juguetera más importante de Estados Unidos por aquella época. Sin embargo, la Gran Depresión y la posterior Segunda Guerra Mundial provocó que mucha gente dejara de comprar juegos de mesa, por lo que MB entró en números rojos. Finalmente, en 1941 el consejo de administración convenció a un inversor de Springfield, James J. Shea, para que asumiera la presidencia. El nuevo responsable se encargó de reflotar la compañía durante el conflicto bélico y consiguió que volviese a ser rentable a comienzos de la década de 1950.
MB aprovechó la nueva situación económica de Estados Unidos para expandir su producción al extranjero, lanzar nuevos títulos (como Chutes & Ladders y Candyland) y ser una de las primeras en su sector que aprovechó la televisión para publicitar sus productos. En 1960, año de su centenario, lanzó dos juegos que fueron un gran éxito: el rediseño del "Camino de la vida" y Twister, todo un fenómeno social tras aparecer en el programa de Johnny Carson. En 1968 James J. Shea cedió la presidencia a su hijo, James Shea Jr. En plena competencia con Parker Brothers y Hasbro, MB compró empresas de menor tamaño como Playskool (1968), dedicada a juegos educativos, y E.S. Lowe Company (1972), creadores del popular juego de dados Yahtzee.
La compañía aprovechó la popularidad de los juegos electrónicos para lanzar Simon en 1978. Con una idea basada en la repetición de una secuencia de colores, se convirtió en su artículo más vendido durante los años 1980. En esa época también desarrolló dos videoconsolas: la Microvision (1979), que fue la primera portátil en usar cartuchos intercambiables, y la Vectrex (1982). Ambas fueron un fracaso comercial y la crisis del videojuego de 1983, que afectó a todo el sector en Estados Unidos, provocó que MB registrara su primer ejercicio fiscal con pérdidas desde la guerra.
En 1984 Hasbro compró Milton Bradley Company por algo más de 360 millones de dólares. El movimiento respondía a la estrategia de la empresa por crecer en todos los sectores de la industria juguetera, ya que MB era líder de mercado en juegos de mesa, y la convirtió en la compañía más importante del sector. MB siguió existiendo y ha lanzado productos como Cocodrilo Sacamuelas o La herencia de la tía Ágata. A comienzos de la década de 2010, la marca se aparcó en favor de "Hasbro Gaming".